# U.S. International Figure Skating Classic de 2014
O U.S. International Figure Skating Classic de 2014 foi a terceira edição do U.S. International Figure Skating Classic, um evento anual de patinação artística no gelo, e que fez parte do Challenger Series de 2014–15. A competição foi disputada entre os dias 11 de setembro e 14 de setembro, na cidade de Salt Lake City, Utah, Estados Unidos.

## Eventos
- Individual masculino
- Individual feminino
- Duplas
- Dança no gelo

## Medalhistas
| Evento                        | Ouro                                               | Prata                                          | Bronze                                               |
| Individual masculino detalhes | Max Aaron · Estados Unidos                         | Ross Miner · Estados Unidos                    | Daisuke Murakami · Japão                             |
| Individual feminino detalhes  | Polina Edmunds · Estados Unidos                    | Courtney Hicks · Estados Unidos                | Riona Kato · Japão                                   |
| Duplas detalhes               | Alexa Scimeca · Chris Knierim · Estados Unidos     | Jessica Calalang · Zack Sidhu · Estados Unidos | Madeline Aaron · Max Settlage · Estados Unidos       |
| Dança no gelo detalhes        | Alexandra Aldridge · Daniel Eaton · Estados Unidos | Nicole Orford · Thomas Williams · Canadá       | Anastasia Cannuscio · Colin McManus · Estados Unidos |

## Resultados

### Individual masculino
| Pos.              | Nome             | Nacionalidade  | Pontos | PC         | PL         |
| ----------------- | ---------------- | -------------- | ------ | ---------- | ---------- |
| Medalha de ouro   | Max Aaron        | Estados Unidos | 240.22 | 78.96 (1)  | 161.26 (1) |
| Medalha de prata  | Ross Miner       | Estados Unidos | 209.68 | 67.06 (3)  | 142.72 (2) |
| Medalha de bronze | Daisuke Murakami | Japão          | 204.67 | 68.56 (2)  | 136.11 (3) |
| 4                 | Douglas Razzano  | Estados Unidos | 199.57 | 66.15 (5)  | 133.42 (4) |
| 5                 | Ronald Lam       | Hong Kong      | 194.11 | 66.67 (4)  | 127.44 (5) |
| 6                 | Andrei Rogozine  | Canadá         | 192.16 | 65.29 (6)  | 126.87 (6) |
| 7                 | Jordan Moeller   | Estados Unidos | 289.71 | 64.21 (7)  | 125.60 (7) |
| 8                 | Bela Papp        | Finlândia      | 163.62 | 54.91 (8)  | 108.71 (8) |
| 9                 | Maverick Eguia   | Filipinas      | 128.19 | 42.47 (9)  | 85.72 (9)  |
| 10                | Balam Labarrios  | México         | 89.91  | 29.38 (10) | 60.53 (10) |

### Individual feminino
| Pos.              | Nome                  | Nacionalidade  | Pontos | PC         | PL         |
| ----------------- | --------------------- | -------------- | ------ | ---------- | ---------- |
| Medalha de ouro   | Polina Edmunds        | Estados Unidos | 176.35 | 63.27 (1)  | 113.08 (2) |
| Medalha de prata  | Courtney Hicks        | Estados Unidos | 174.14 | 58.90 (3)  | 115.24 (1) |
| Medalha de bronze | Riona Kato            | Japão          | 161.69 | 61.55 (2)  | 100.44 (5) |
| 4                 | Alaine Chartrand      | Canadá         | 161.65 | 58.35 (4)  | 103.30 (4) |
| 5                 | Mirai Nagasu          | Estados Unidos | 159.49 | 55.46 (5)  | 104.03 (3) |
| 6                 | Brooklee Han          | Austrália      | 132.64 | 42.74 (8)  | 89.90 (6)  |
| 7                 | Ashley Shin           | Estados Unidos | 125.42 | 49.83 (6)  | 75.59 (8)  |
| 8                 | Fleur Maxwell         | Luxemburgo     | 116.16 | 36.59 (10) | 79.57 (7)  |
| 9                 | Anastasia Kononenko   | Ucrânia        | 115.41 | 41.14 (9)  | 74.27 (9)  |
| 10                | Frances Clare Untalan | Filipinas      | 111.35 | 43.90 (7)  | 67.45 (10) |
| 11                | Beata Papp            | Finlândia      | 92.70  | 32.26 (12) | 60.44 (11) |
| 12                | Chelsea Chiyan Yim    | Hong Kong      | 90.26  | 34.36 (11) | 55.90 (12) |
| 13                | Brittany Lau          | Singapura      | 74.85  | 22.34 (13) | 52.51 (13) |
| WD                | Jennifer Parker       | Alemanha       | —      | — (WD)     |            |

### Duplas
| Pos.              | Nome                           | Nacionalidade  | Pontos | PC        | PL         |
| ----------------- | ------------------------------ | -------------- | ------ | --------- | ---------- |
| Medalha de ouro   | Alexa Scimeca / Chris Knierim  | Estados Unidos | 163.24 | 49.00 (2) | 114.24 (1) |
| Medalha de prata  | Jessica Calalang / Zack Sidhu  | Estados Unidos | 156.18 | 51.92 (1) | 104.26 (2) |
| Medalha de bronze | Madeline Aaron / Max Settlage  | Estados Unidos | 138.52 | 48.16 (3) | 90.36 (4)  |
| 4                 | Brittany Jones / Joshua Reagan | Canadá         | 134.84 | 42.94 (4) | 92.90 (3)  |
| 5                 | Marin Ono / Hon Lam To         | Hong Kong      | 90.34  | 28.14 (5) | 62.20 (5)  |

### Dança no gelo
| Pos.              | Nome                                           | Nacionalidade  | Pontos | DC        | DL        |
| ----------------- | ---------------------------------------------- | -------------- | ------ | --------- | --------- |
| Medalha de ouro   | Alexandra Aldridge / Daniel Eaton              | Estados Unidos | 141.70 | 54.08 (1) | 87.62 (1) |
| Medalha de prata  | Nicole Orford / Thomas Williams                | Canadá         | 141.02 | 53.74 (2) | 87.28 (2) |
| Medalha de bronze | Anastasia Cannuscio / Colin Mcmanus            | Estados Unidos | 126.44 | 46.34 (4) | 80.10 (3) |
| 4                 | Marieve Cyr / Benjamin Brisebois Gaudreau      | Canadá         | 121.58 | 46.96 (3) | 74.62 (4) |
| 5                 | Pilar Maekawa Moreno / Leonardo Maekawa Moreno | México         | 97.10  | 36.64 (5) | 60.46 (5) |
| 6                 | Tatiana Kozmava / Aleksandr Zolotarev          | Geórgia        | 79.18  | 29.74 (6) | 49.44 (6) |
| WD                | Sara Hurtado / Adria Diaz                      | Espanha        | —      | — (WD)    |           |

## Quadro de medalhas
| Ordem | País           | Medalha de ouro | Medalha de prata | Medalha de bronze |    | Ordem por total |
| ----- | -------------- | --------------- | ---------------- | ----------------- | -- | --------------- |
| 1     | Estados Unidos | 4               | 3                | 2                 | 9  | 1               |
| 2     | Canadá         |                 | 1                |                   | 1  | 3               |
| 3     | Japão          |                 |                  | 2                 | 2  | 2               |
| TOTAL | TOTAL          | 4               | 4                | 4                 | 12 | —               |